# Fredrikstad
Fredrikstad (in passato Fredriksstad) è un comune e una città della Norvegia situata nella contea di Østfold. La città sorge alla foce del fiume Glomma. Ha ricevuto lo status di città nel 1567.
Dal gennaio 1994 comprende l’ex comune di Borge, dove nacque l’esploratore polare Roald Amundsen.

## Geografia fisica
La città sorge nel sud-est della Norvegia, nel punto dove il fiume Glomma sfocia nel fiordo di Oslo. Insieme alla confinante città di Sarpsborg costituisce la quinta area urbana del paese con circa 97 100 abitanti (gennaio 2005).

## Storia
Fredrikstad venne costruita dopo la distruzione causata da un incendio della città di Sarpsborg situata circa 15 km più a monte sulle rive del fiume. Fu fondata da re Federico II nel 1567, in seguito Sarpsborg fu ricostruita. Il moderno centro cittadino si sviluppa sulla sponda occidentale del fiume Glomma mentre la città vecchia, sulla sponda orientale, è la città fortificata meglio conservata di tutta la Scandinavia.

## Monumenti e luoghi d'interesse
- Cattedrale di Fredrikstad in stile gotico, sede della diocesi di Borg per la chiesa di Norvegia.

## Economia
L'attività tradizionale della città era la lavorazione del legname, vi si trovava la maggiore segheria del paese ed un importante porto per l'esportazione del legno nonché dei cantieri navali chiusi nel 1980. Attualmente vi si trova un importante impianto chimico e altre industrie leggere.

## Sport

### Calcio
La squadra principale della città è il Fredrikstad Fotballklubb.